# Тишанка (городской округ город Михайловка)
Тишанка — хутор, входит в состав Сидорской сельской территории городского округа «город Михайловка» Волгоградской области России. Население 12 человек (2010).

## География
Расположен в северо-западной части области, в лесостепи, в пределах Приволжской возвышенности, являющейся частью Восточно-Европейской равнины, по правобережью реки Тишанка.
Уличная сеть состоит из одного географического объекта: ул. Тишанская.
Абсолютная высота 85 метров над уровня моря
.

## Население
| 2010 |
| ---- |
| 12   |

Гендерный состав
По данным Всероссийской переписи населения 2010 года в гендерной структуре населения из 12 человек мужчин — 8, женщин — 4 (66,7 и 33,3 % соответственно).
Национальный состав
Согласно результатам переписи 2002 года, в национальной структуре населения
русские составляли 100 % из общей численности населения в 2 человека

## Инфраструктура
Личное подсобное хозяйство.

## Транспорт
Просёлочные дороги.